# Berço

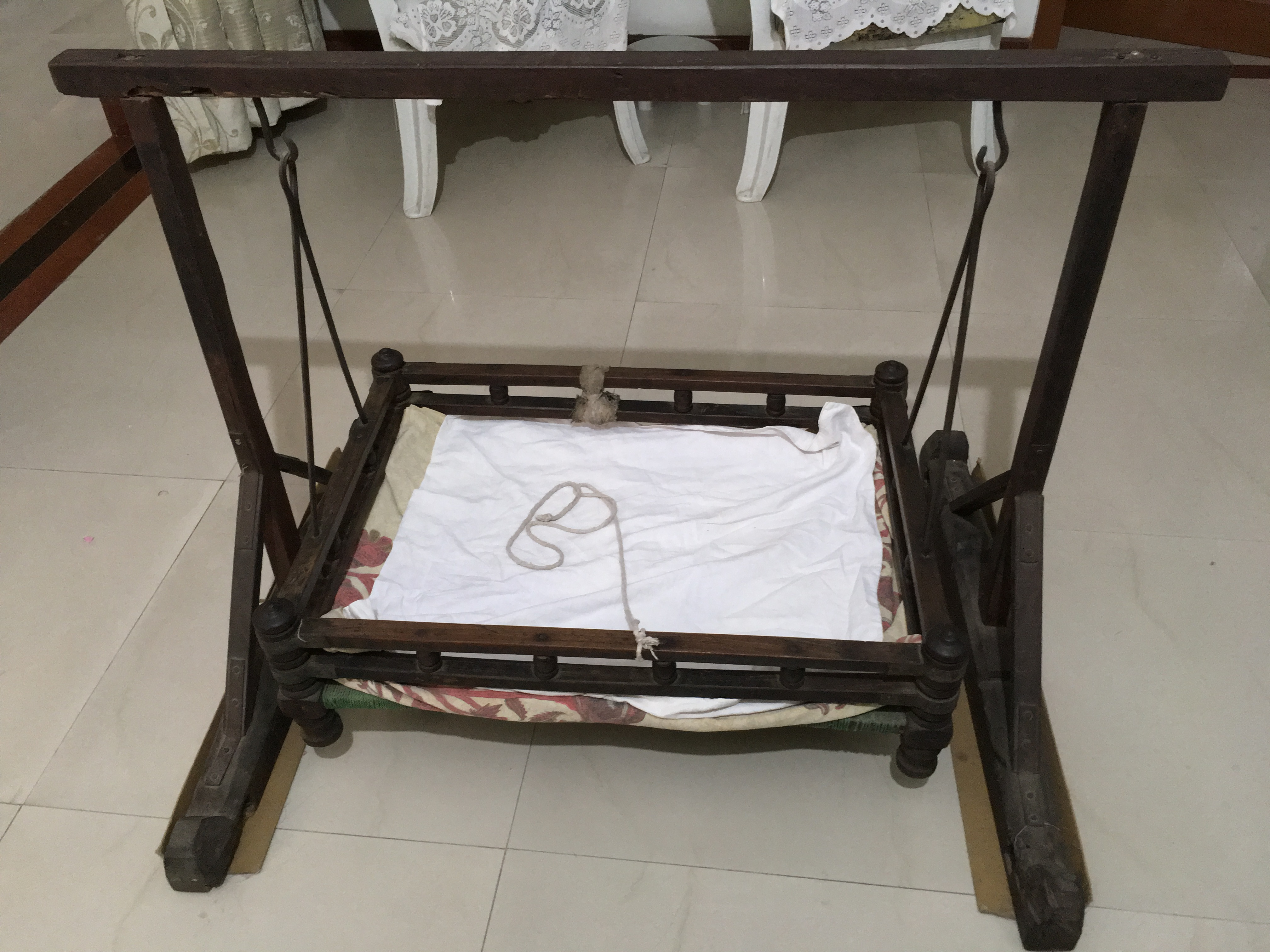
Um berço de madeira da Índia

Um berço é uma cama destinada a bebês, equipada com barras ou algum outro tipo de barreira para impedir que estes escapem delas e se machuquem.
Por extensão, dá-se o nome de berço a outros espaços restritos e protegidos; um exemplo é o nome de "berço" dado aos espaços de atracação de navios num cais. Armação de madeira sobre a qual, se assenta a embarcação, a fim de ser içada para o seco.
Local de Berço de alguma coisa ou pessoa, indica que foi nesse local que nasceu ou apareceu essa alguma coisa ou pessoa.
Igualmente diz que uma pessoa "tem berço" se tiver nascido numa família reconhecida pela sociedade e quase sempre abastada ou aristocrática.

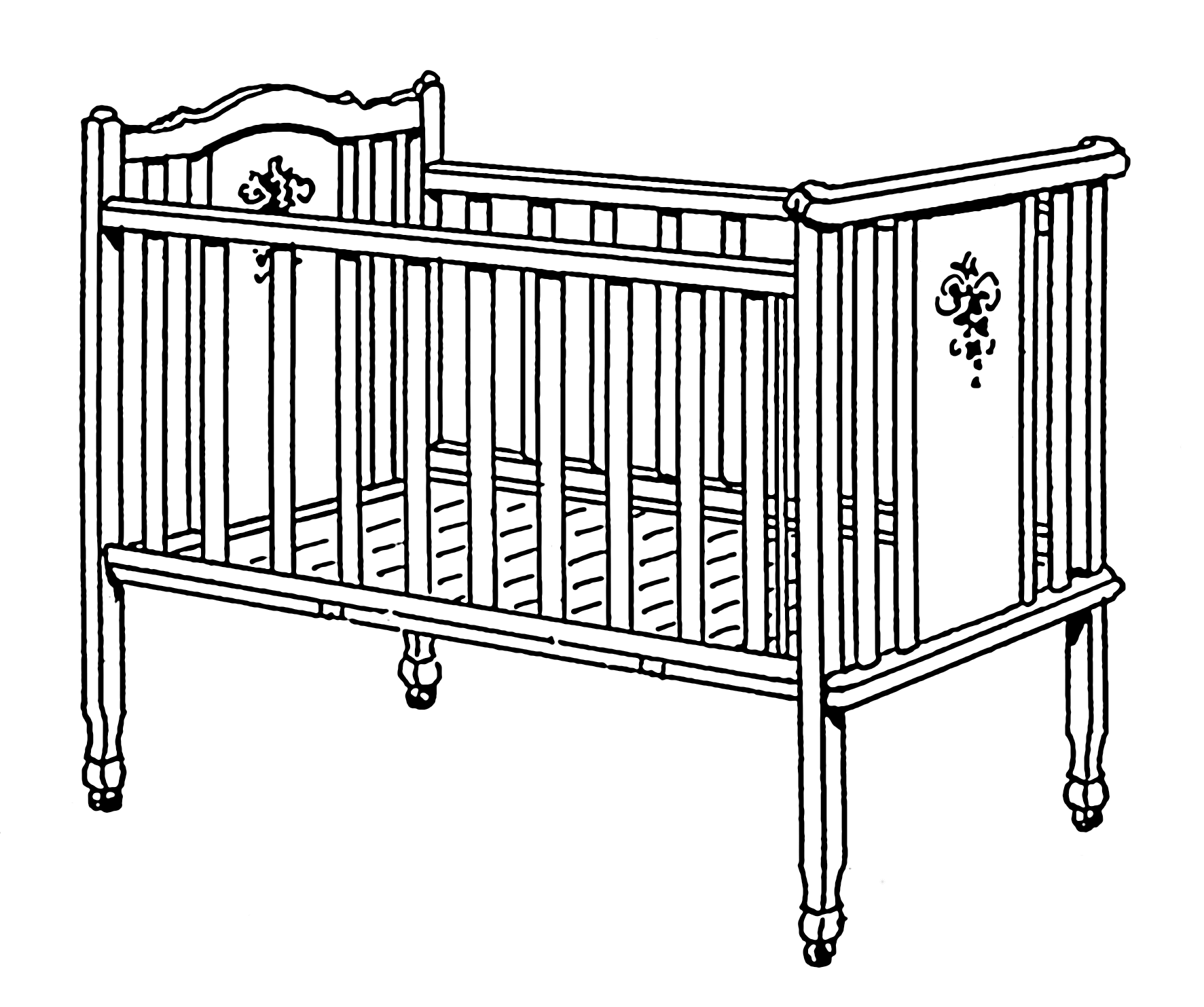
Um berço retratado com postes que apresentam risco de estrangulamento

## História

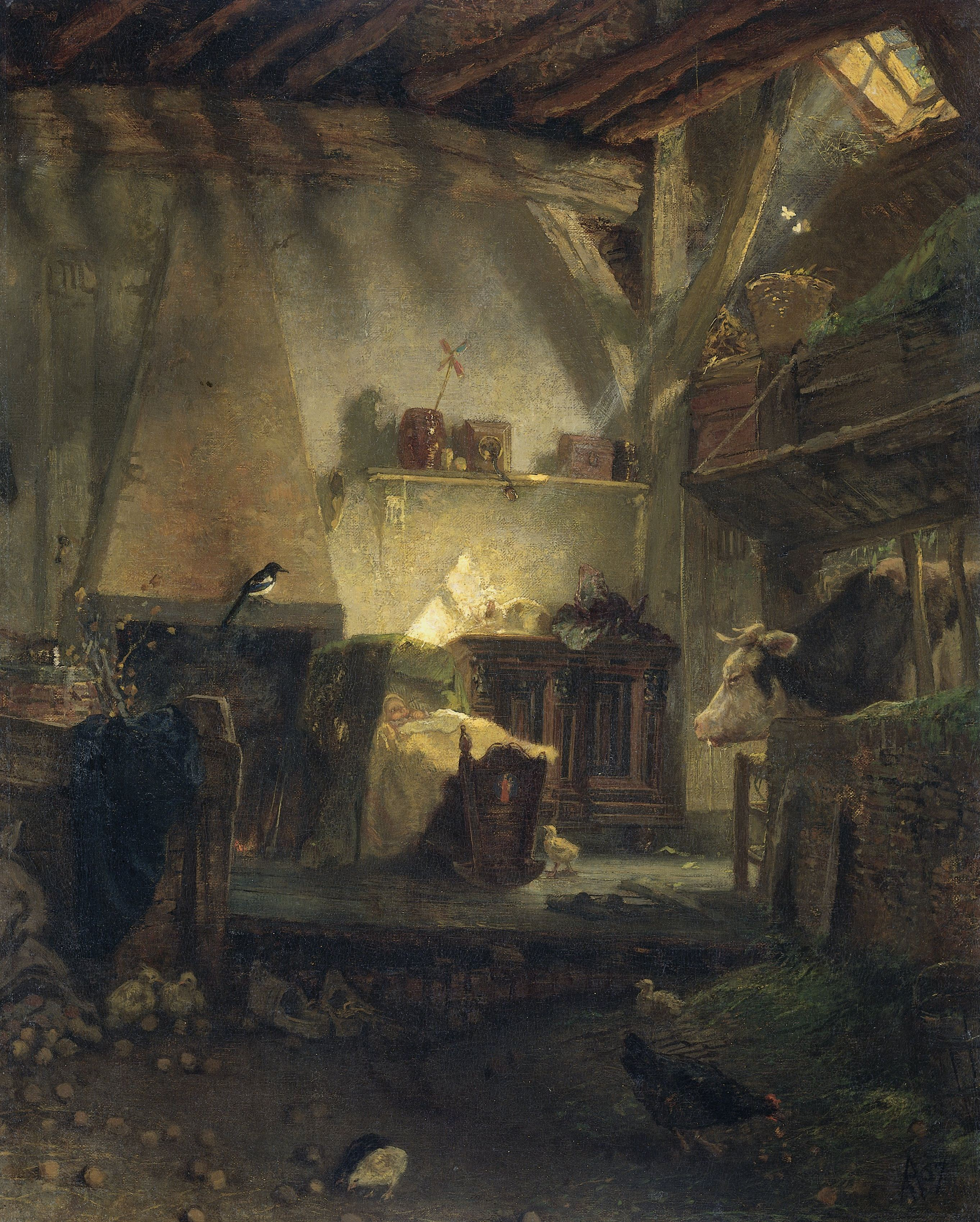
Pintura holandesa do final do século 18 de um bebê em um berço

Não foi até o século XIX que os berços se desenvolveram, adquirindo a função de manter a criança em sua cama. O desenvolvimento de uma distinção entre camas infantis e berços foi natural porque era considerado vital que a cama da criança fosse levantada do chão. Isso ocorreu devido à percepção de vapores nocivos abaixo do nível dos joelhos e vapores explosivos perto do teto, com um bom ar entre eles. Depois que as camas das crianças foram levantadas do chão, o papel das laterais mudou de um dispositivo de conveniência para um dispositivo de segurança.
Foi reconhecido que, uma vez que as crianças aprendem a ficar em pé, podem ser capazes de sair da cama com os lados baixos. Segundo um especialista da época, os berços eram utilizados desde os 12 meses de idade. Frequentemente, um lado era articulado para abrir o gabinete, uma função cumprida nos berços modernos com uma lateral rebatível. Com o lado da dobradiça abaixado, o berço pode ser movido sobre rodízios, e eles podem ser colocados até a cama do cuidador quando necessário.
Camas de ferro foram desenvolvidas na Itália do século XVII para resolver as preocupações sobre infestação de percevejos e mariposas. Esta nova aplicação foi rapidamente estendida para os berços - um berço de ferro que balança (com colunas em forma de lança ) foi datado de 1620-1640. Os proponentes promoveram os supostos benefícios à saúde das camas de ferro. Os berços construídos em metal tornaram-se populares na segunda metade do século XIX. Berços construídos em ferro com telas ou correntes nas laterais eram comuns. Os especialistas em cuidados infantis aprovaram as camas de ferro porque eram materiais higiênicos, comparados com a madeira, e não podiam ter ninhos de insetos como percevejos e piolhos que foram preocupações citadas. Normalmente era pintado com um esmalte branco vítreo, os fabricantes posteriores que trabalharam com madeira continuaram a pintar no agora tradicional branco; infelizmente, muitas vezes era tinta à base de chumbo, e as crianças eram famosas por mastigar e chupar a superfície doce.
Desde 1938, os bebês na Finlândia dormem em caixas de papelão com um colchão no fundo, que são distribuídas às gestantes como um  pacote de maternidade, contendo suprimentos para bebês.

## Projeto

Os padrões especificam lacunas aceitáveis e perigosas em berços

### Padrões
Os berços são projetados para restringir o bebê à cama. Os lados são muito altos para um bebê subir e não oferecem apoio para os pés. Os padrões técnicos para os berços incluem considerações como os materiais usados e a prevenção do aprisionamento das mãos e da cabeça. Padrões para os berços foram especificados na Austrália e Nova Zelândia,  Europa,  Estados Unidos  e internacionalmente. Todos os padrões de design identificam e tratam de quatro grandes riscos:
Quedas
Para evitar lesões, como concussões e fraturas ósseas, decorrentes de quedas ao tentar escalar, apoios para os pés não são permitidos. As alturas laterais mínimas da cama são definidas para várias posições de colchão.
Estrangulamento
Os bebês podem ficar presos e estrangulados se suas roupas ficarem presas em partes do berço que se projetem ou se suas cabeças ficarem presas entre as aberturas. Nem lacunas grandes o suficiente para a cabeça de uma criança, nem saliências são permitidas.
Asfixia
Os bebês não têm habilidades motoras ou força para virar a cabeça se rolarem para algo que obstrua sua respiração. Eles podem ficar presos e sufocar se caírem em vãos criados por colchões inadequados ou adicionais. Os bebês também podem sufocar se o colchão for muito macio.
Armadilha
Os bebês podem sofrer ferimentos nos braços e nas pernas se ficarem presos entre as aberturas. Espaços pequenos o suficiente para que um membro fique preso não são permitidos.
Alguns berços antigos continham um portão rebatível (ou lateral rebatível ), um lado que se abaixa para facilitar o processo de colocar a criança na cama, mas pode ser levantado novamente para restaurar a integridade do recinto. No entanto, problemas de montagem e defeito em portões suspensos podem causar a formação de lacunas, que foram atribuídas a mortes de bebês e outros ferimentos graves. Em junho de 2011, os Estados Unidos implementaram novos padrões de segurança exigindo que todas as camas infantis fabricadas e vendidas no país tenham lados fixos. Em junho de 2016, o Canadá implementou uma proibição semelhante à venda, importação ou distribuição de qualquer cama infantil contendo laterais rebatíveis a partir de 29 de dezembro de 2016.

### Variações

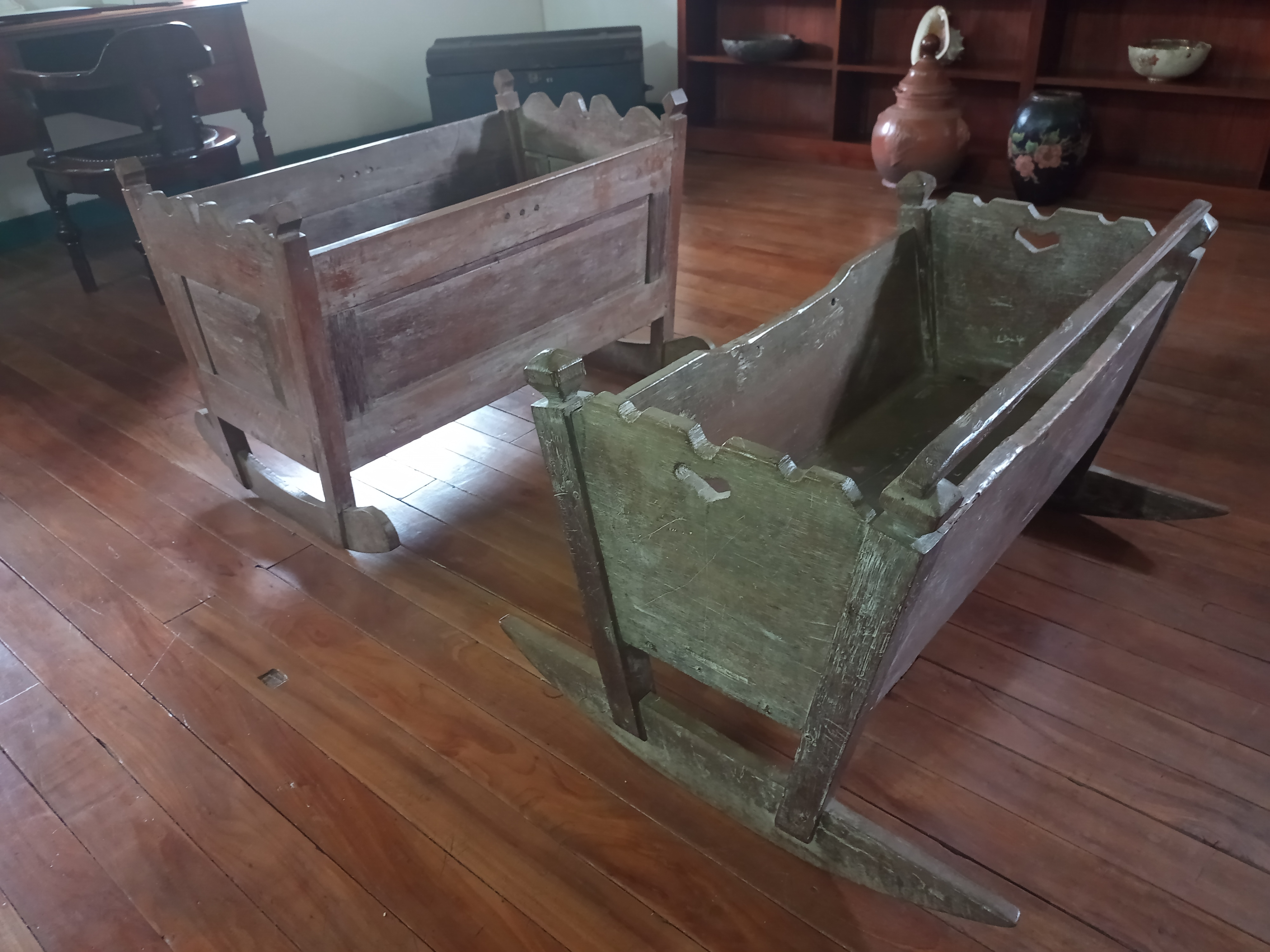
Berços em madeira

Os berços podem ser fixos ou portáteis. Em sua forma portátil, as camas geralmente não possuem laterais móveis, e fatores de portabilidade são enfatizados. Os berços portáteis geralmente são feitos de plástico, geralmente menores e dobráveis em um pacote compacto. Em vez de barras, eles terão laterais de malha respirável com uma abertura muito pequena para qualquer dedo se encaixar (menos de 5 mm para os padrões). Existem normas para camas dobráveis para bebês na Austrália e na Nova Zelândia, Europa  e internacionais  (adotadas por várias organizações, incluindo o American National Standards Institute).
Berços conversíveis que podem ser convertidos em uma cama de tamanho padrão conforme a criança cresce estão se tornando cada vez mais populares devido a uma vida útil mais longa para os móveis. Ao remover os dois lados, ela se torna uma cama para crianças com cabeceiras e pés excepcionalmente altos, ou removendo apenas um lado, ela se torna um sofá cama.
O mini berço é um termo abrangente que abrange todos os berços menores que o tamanho padrão. Isso significa que berços de viagem e muitos parques infantis também podem ser chamados de mini berços. Dito isso, as pessoas costumam usar o termo para pequenos berços com laterais duras.
São fabricados berços maiores, geralmente para uso hospitalar ou para portadores de necessidades especiais. Eles podem incluir uma parte superior, geralmente feita de plástico ou metal, para evitar que uma criança saia.

## Uso
Uma cama infantil é normalmente usada quando não é mais seguro deixá-lo no berço. Eles têm um centro de gravidade mais baixo, mais massa, uma base de suporte mais ampla e podem segurar um bebê maior do que um berço. As camas infantis são mais estáveis do que os berços e, como tal, tornam-se desejáveis quando um bebê pode rolar, transferindo a inércia com suas ações; um berço pode tombar, uma cama infantil não, sem um grande esforço. Por volta dos dois ou três anos de idade, as crianças são capazes de vencer seu confinamento e devem ser transferidas para uma cama infantil para evitar uma queda prejudicial ao escapar de sua cama.

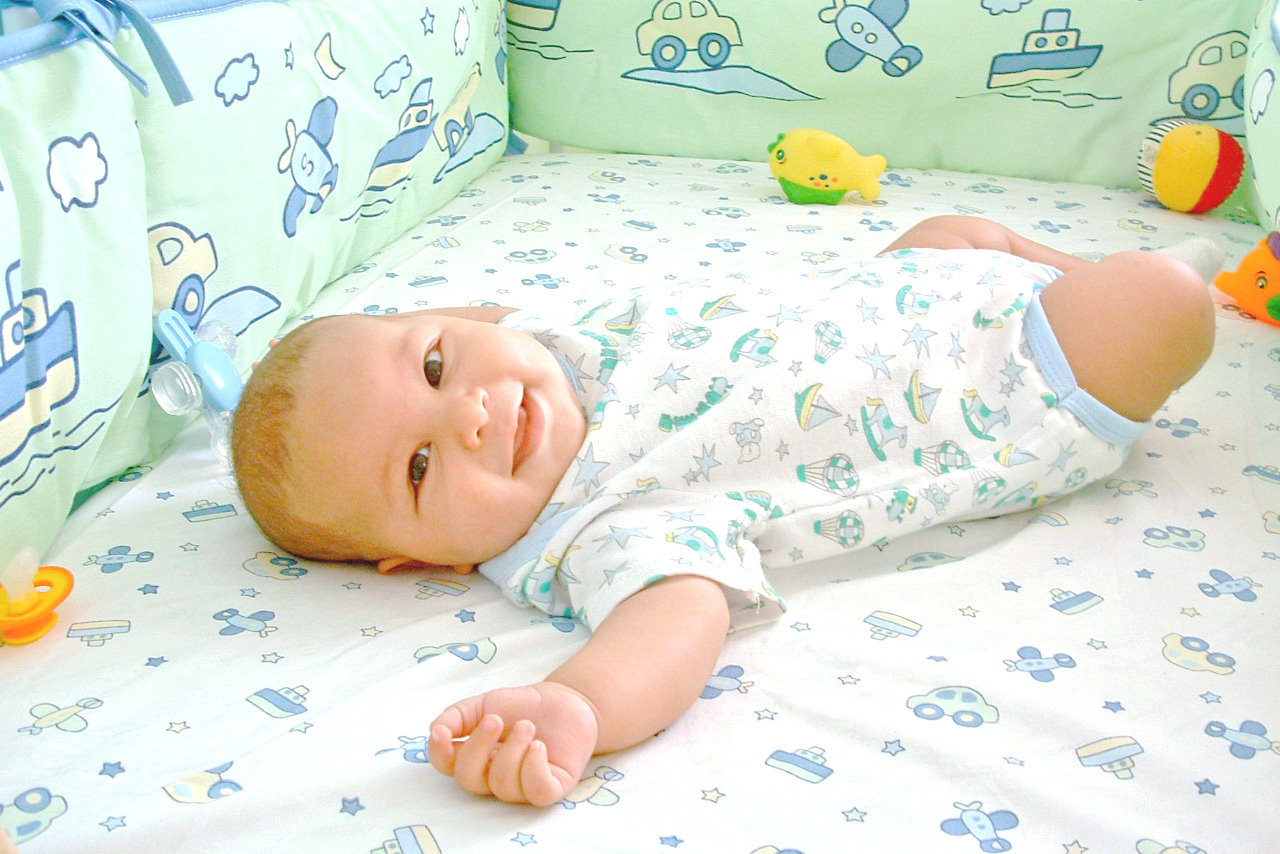
Um bebê deitado em um colchão elevado em um berço com protetores.

Colocar uma criança em uma cama infantil pode sobrecarregar as costas de quem cuida, pois eles costumam ter uma massa entre 11.8 kg (26 lb)  e 16.8 kg (37 lb) aos 36 meses de idade. Para reduzir a pressão sobre quem opera uma cama infantil, muitas camas infantis apresentam:
- um colchão que pode ficar em uma posição elevada até que a criança consiga sentar-se ereta e, potencialmente, baixado ainda mais quando é provável que comece a ficar de pé (entre 8 e 12 meses)
- rodízios para facilitar a movimentação da cama.

A American Academy of Pediatrics recomenda que crianças menores de 12 meses compartilhem um quarto (mas não uma cama) com seus pais, pois isso tem demonstrado proteção contra a síndrome da morte súbita infantil (SIDS). Outros fatores do ambiente de sono incluem posicionamento em decúbito dorsal (dormir de costas), uso de uma superfície firme para dormir, amamentação, uso de chupeta e prevenção de lençóis macios, superaquecimento e exposição à fumaça do tabaco.

## Acessórios
A pesquisa científica mostrou que o colchão influencia os resultados de SIDS; um colchão firme, limpo e bem ajustado reduz o risco de SIDS. No entanto, nem os materiais do colchão  nem o uso de colchão de segunda mão  afetam o risco de SIDS. É comum para colocar uma membrana à prova de água entre o colchão e a roupa de cama para evitar molhar e danificar o colchão. Os lençóis devem caber bem no colchão, para que a criança não se enrosque e sufoque; uma recomendação de segurança comum é encurtar o lençol da cama. 
Devido ao risco pronunciado de sufocamento em crianças muito pequenas e ao perigo de queda da cama para outras crianças, a adição de qualquer coisa que não seja lençóis (incluindo colchas, travesseiros e brinquedos de pelúcia ) em uma cama infantil não é recomendado pela saúde autoridades.  Pode-se usar um saco de dormir para manter o bebê aquecido. As crianças mais velhas podem usar itens como travesseiros e brinquedos para construir uma plataforma para facilitar a fuga, contrariando os principais critérios de design e colocando a criança em perigo.

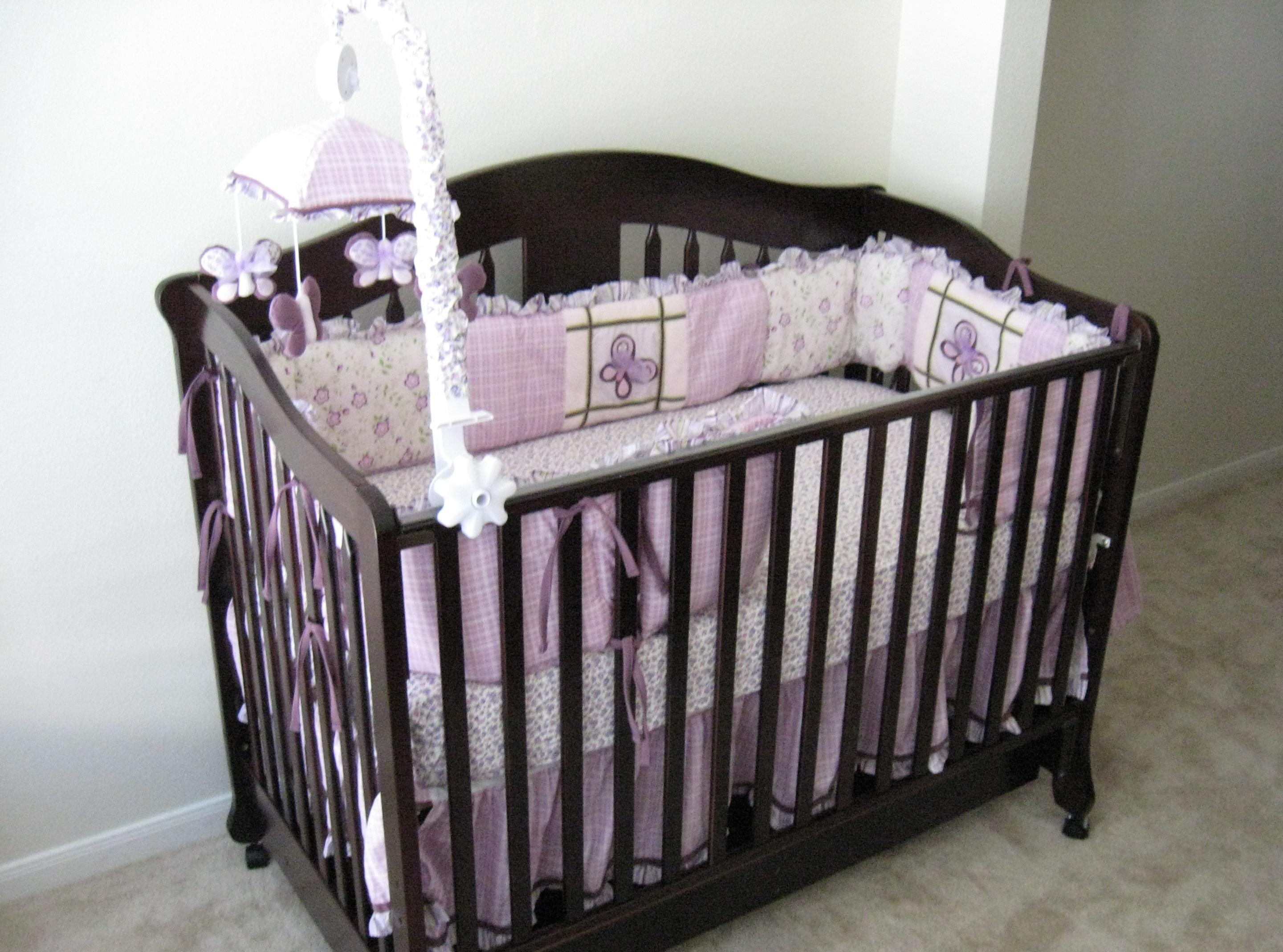
Um berço com colchão elevado, móvel e amortecedores tradicionais de berço.

Os protetores laterais de berço almofadados são comercializados para evitar que as crianças batam nas laterais duras e se machuquem ou fiquem presas entre as ripas do berço.
Alguns brinquedos destinam-se especificamente a uma cama infantil. Móbiles são brinquedos musicais que acalmam o bebê para dormir, mas devem ser removidos antes que a criança consiga se levantar (8 a 12 meses de idade). Os espelhos são para manter as crianças entretidas enquanto estão acordadas na cama.
Com a redução dos preços da tecnologia e o aumento do tamanho das casas, tornou-se cada vez mais comum ter uma babá eletrônica por perto para alertar o cuidador quando a criança acordar. Sem o endosso profissional ou evidência científica de que eles previnem a SIDS, monitores de apnéia estão disponíveis para alertar o cuidador se o bebê parar de respirar.
Colchões respiráveis agora estão sendo recomendados para fornecer um sono infantil mais seguro. No caso de um bebê rolar de bruços, eles têm uma capacidade muito melhor de respirar com um colchão respirável, em comparação com um colchão de superfície fechada.

## Galeria

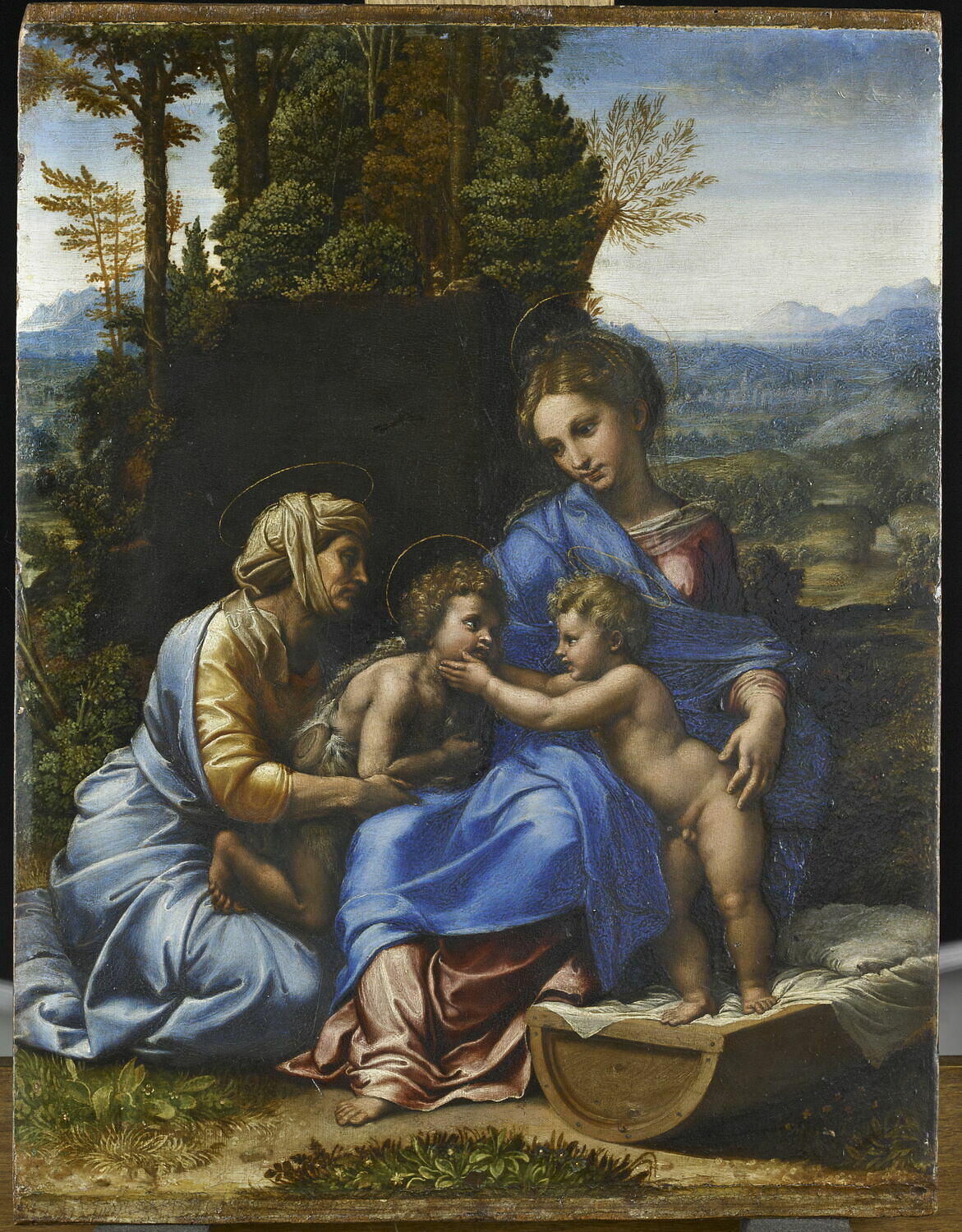
Itália, 1518—1519

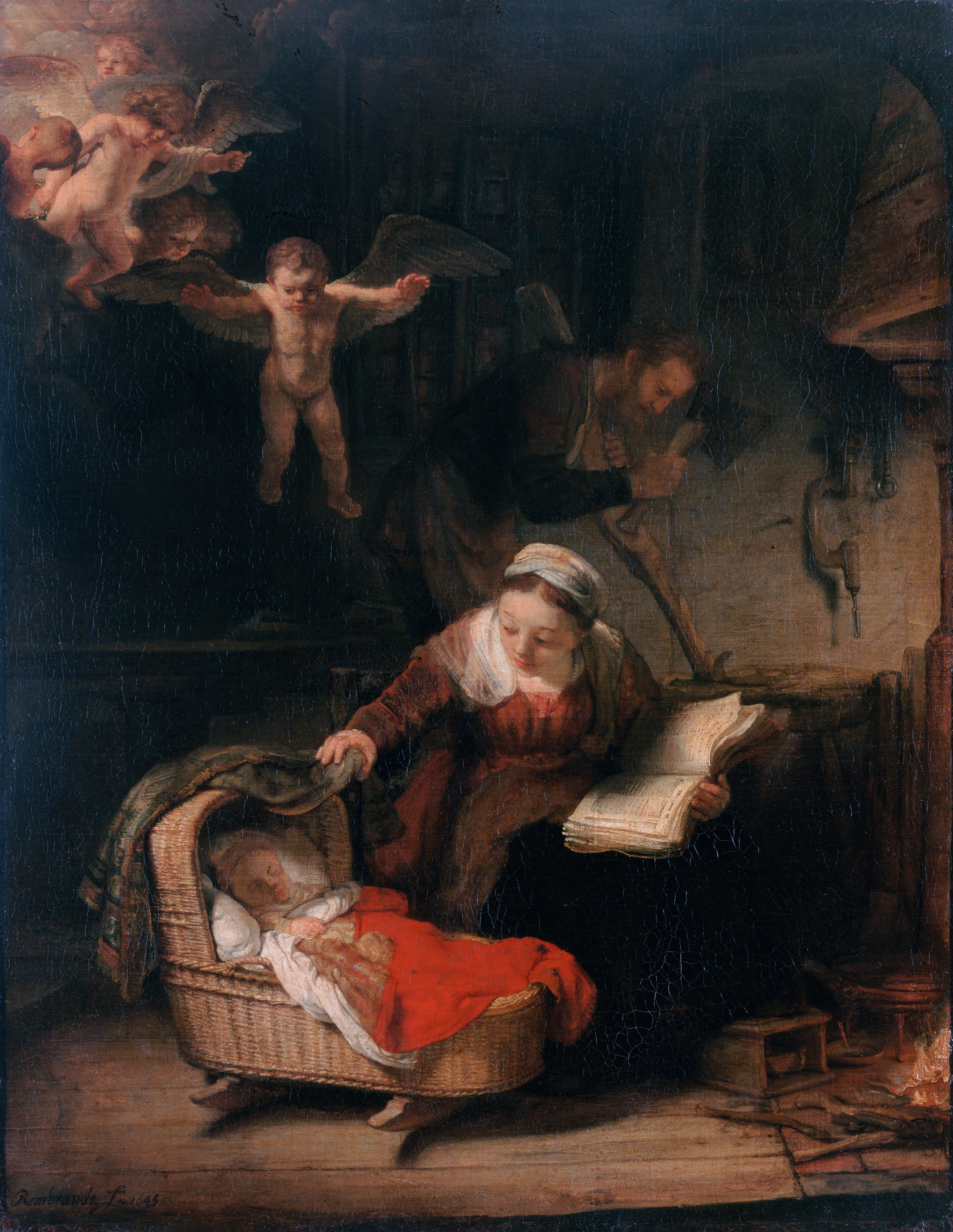
Holanda, 1645

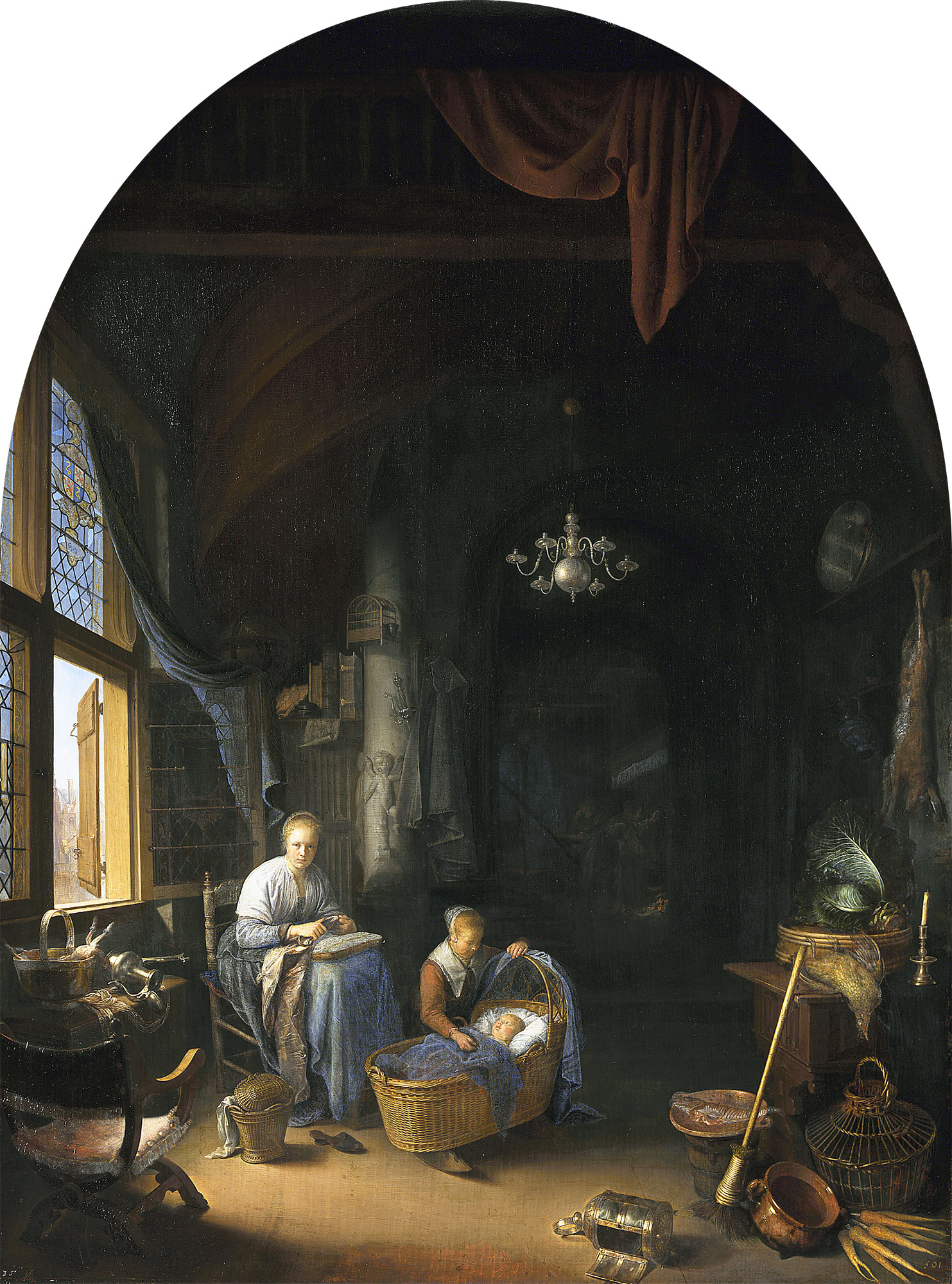
Holanda, 1658

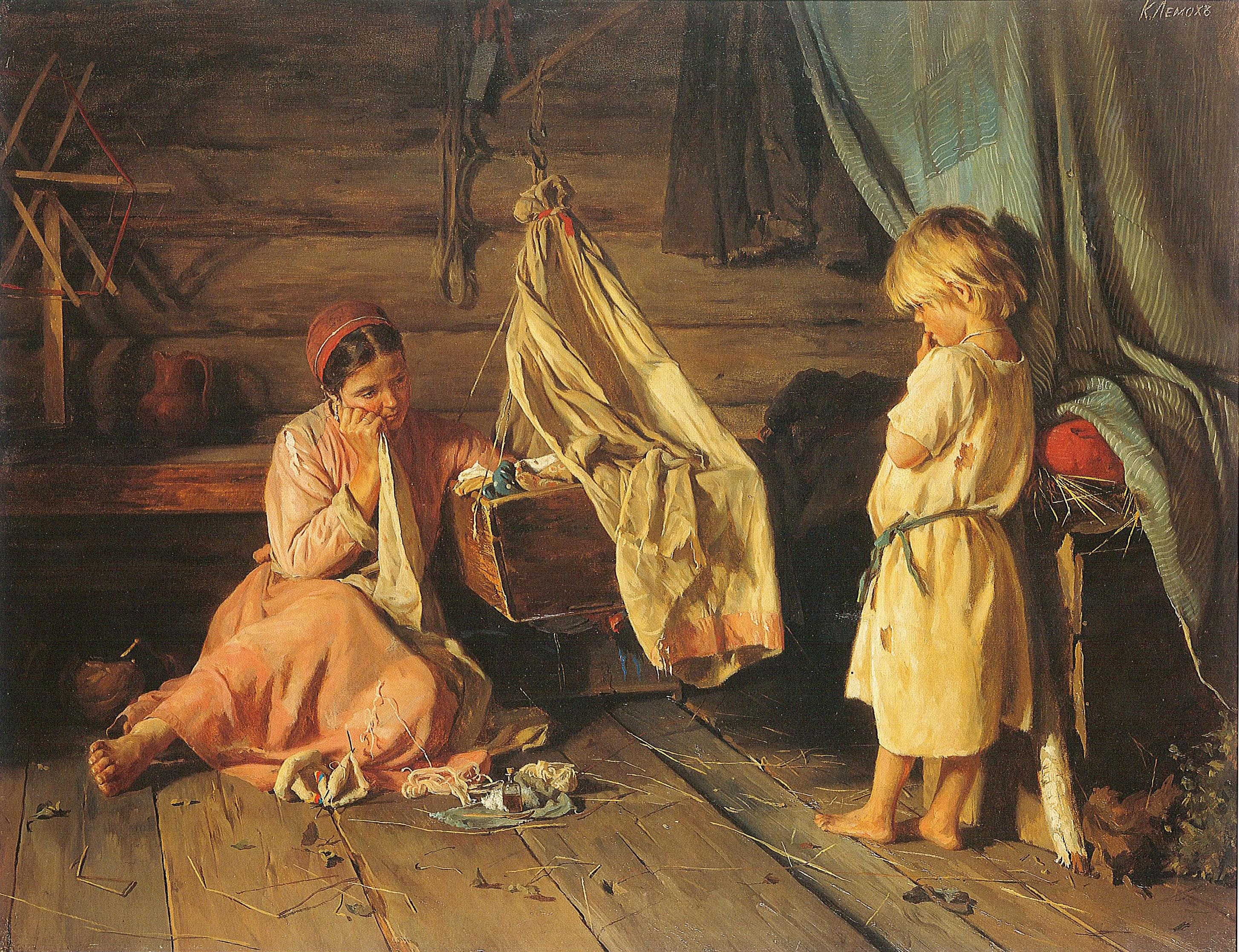
Rússia, 1875

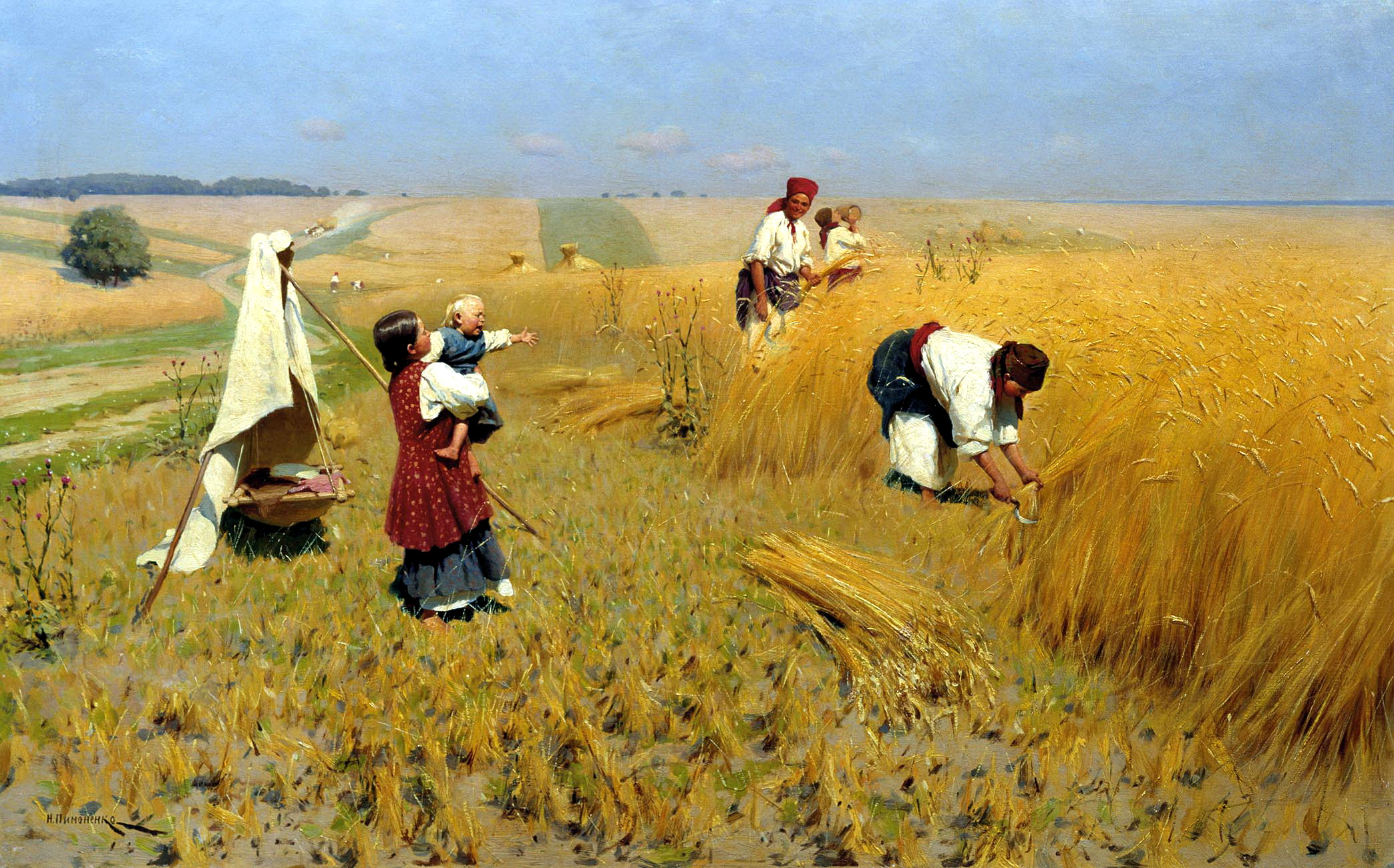
Ucrânia, 1896